# Гомес, Леандро Мелино
Леандро Мелино Гомес (порт. Leandro Melino Gomes, азерб. Leandro Melino Qomes; 24 августа 1976, Казимиру-ди-Абреу, Рио-де-Жанейро) — бразильский и азербайджанский футболист. Амплуа — нападающий. В 2006 году принял гражданство Азербайджана, играл за сборную Азербайджана.

## Клубная карьера
До приезда в Азербайджан выступал в бразильских клубах «Жоинвиль», «Гойтаказ» и «Американо», а также в клубе «Навал 1 де Майо» (Португалия). Первым азербайджанским клубом, честь которого защищал Гомес, был клуб «Бакы».
Защищал цвета бакинского клуба «Олимпик» и клуба «Карван».

## Сборная Азербайджана
Дебют в составе сборной Азербайджана состоялся 6 сентября 2006 года в Баку, во время отборочного матча чемпионата Европы 2008 года между командами Азербайджана и Казахстана, который закончился вничью 1:1.

## Достижения
- Чемпион штата Пернамбуку: 1997
- Чемпион Азербайджана: 2005/2006
- Обладатель Кубка Азербайджана: 2004/2005
- Чемпион штата Мараньян: 2010